# Acústico MTV: Ira!
Acústico MTV: Ira! é o segundo álbum ao vivo e o segundo DVD da banda de rock brasileira Ira!, lançado em 2004 pela Sony Music, sendo o primeiro e único lançamento do grupo pela gravadora. O álbum é o segundo projeto da banda pela MTV; o primeiro havia sido o MTV ao Vivo, lançado em 2000.
O álbum foi produzido por Rick Bonadio e gravado nos dias 24 e 25 de março de 2004 em São Paulo, contando com as participações de Pitty, Samuel Rosa e Os Paralamas do Sucesso. Foi o disco mais bem-sucedido da carreira da banda, alcançando na época cerca de 300 mil cópias vendidas.
Entre os músicos convidados que participam de todo o álbum, está Thiago Castanho, ex-guitarrista da banda Charlie Brown Jr., que acompanhou a banda durante a turnê do álbum.

## Faixas

### CD
| N.º | Título                                                | Compositor(es)                                                                           | Duração |  |
| 1.  | "Pra Ficar Comigo (Train in Vain)"                    | Joe Strummer / Mick Jones (versão: Nasi / Edgard Scandurra / André Jung / Ricardo Gaspa) | 3:24    |  |
| 2.  | "O Girassol"                                          | Edgard Scandurra                                                                         | 4:09    |  |
| 3.  | "Flerte Fatal"                                        | Edgard Scandurra                                                                         | 3:32    |  |
| 4.  | "Dias de Luta"                                        | Edgard Scandurra                                                                         | 5:02    |  |
| 5.  | "Tarde Vazia" (part. Samuel Rosa)                     | Edgard Scandurra / Ricardo Gaspa                                                         | 4:21    |  |
| 6.  | "Quinze Anos (Vivendo e Não Aprendendo)"              | Edgard Scandurra / Ricardo Gaspa                                                         | 2:56    |  |
| 7.  | "Rubro Zorro"                                         | Nasi / Edgard Scandurra / André Jung / Ricardo Gaspa                                     | 4:26    |  |
| 8.  | "Flores em Você"                                      | Edgard Scandurra                                                                         | 2:15    |  |
| 9.  | "Eu Quero Sempre Mais" (part. Pitty)                  | Edgard Scandurra                                                                         | 3:55    |  |
| 10. | "Poço de Sensibilidade"                               | Edgard Scandurra                                                                         | 3:28    |  |
| 11. | "Por Amor"                                            | Zé Rodrix / Reinaldo Bessa                                                               | 2:59    |  |
| 12. | "Ciganos"                                             | Alvin L / Nasi / Edgard Scandurra / André Jung / Ricardo Gaspa                           | 3:18    |  |
| 13. | "Boneca de Cera"                                      | Edgard Scandurra                                                                         | 4:16    |  |
| 14. | "Tanto Quanto Eu"                                     | Edgard Scandurra / Ricardo Gaspa                                                         | 3:03    |  |
| 15. | "Envelheço na Cidade" (part. Os Paralamas do Sucesso) | Edgard Scandurra                                                                         | 5:05    |  |
| 16. | "Núcleo Base"                                         | Edgard Scandurra                                                                         | 4:04    |  |
| 17. | "Saída"                                               | Edgard Scandurra                                                                         | 4:36    |  |

### DVD
| N.º | Título                                                                                          | Compositor(es)                                                                           | Duração |  |
| 1.  | "Pra Ficar Comigo (Train in Vain)" (Versão de Train in vain (Stand by me), da banda The Clash.) | Joe Strummer / Mick Jones (versão: Nasi / Edgard Scandurra / André Jung / Ricardo Gaspa) | 3:24    |  |
| 2.  | "O Girassol" (7 (1996))                                                                         | Edgard Scandurra                                                                         | 4:09    |  |
| 3.  | "Flerte Fatal" (Inédita)                                                                        | Edgard Scandurra                                                                         | 3:32    |  |
| 4.  | "Dias de Luta" (Vivendo e não aprendendo (1986))                                                | Edgard Scandurra                                                                         | 5:02    |  |
| 5.  | "Saída" (Mudança de comportamento (1985))                                                       | Edgard Scandurra                                                                         | 4:36    |  |
| 6.  | "Quinze Anos (Vivendo e Não Aprendendo)" (Vivendo e não aprendendo (1986))                      | Edgard Scandurra / Ricardo Gaspa                                                         | 2:56    |  |
| 7.  | "Rubro Zorro" (Psicoacústica (1988))                                                            | Nasi / Edgard Scandurra / André Jung / Ricardo Gaspa                                     | 4:26    |  |
| 8.  | "Eu Quero Sempre Mais" (7 (1996) part. Pitty)                                                   | Edgard Scandurra                                                                         | 3:55    |  |
| 9.  | "Poço de Sensibilidade" (Inédita)                                                               | Edgard Scandurra                                                                         | 3:28    |  |
| 10. | "Por Amor" (Inédita)                                                                            | Zé Rodrix / Reinaldo Bessa                                                               | 2:59    |  |
| 11. | "Tarde Vazia" (Clandestino (1990) part. Samuel Rosa)                                            | Edgard Scandurra / Ricardo Gaspa                                                         | 4:21    |  |
| 12. | "Vida Passageira" (Inédita)                                                                     | Edgard Scandurra                                                                         | 5:24    |  |
| 13. | "Flores em Você" (Vivendo e não aprendendo (1986))                                              | Edgard Scandurra                                                                         | 2:15    |  |
| 14. | "Ciganos" (Inédita)                                                                             | Alvin L / Nasi / Edgard Scandurra / André Jung / Ricardo Gaspa                           | 3:18    |  |
| 15. | "Muito Além" (Inédita)                                                                          | Arnaldo Antunes / Edgard Scandurra                                                       | 2:15    |  |
| 16. | "Boneca de Cera" (Clandestino (1990))                                                           | Edgard Scandurra                                                                         | 4:16    |  |
| 17. | "Tanto Quanto Eu" (Vivendo e não aprendendo (1986))                                             | Edgard Scandurra / Ricardo Gaspa                                                         | 3:03    |  |
| 18. | "Envelheço na Cidade" (Vivendo e não aprendendo (1986) part. Os Paralamas do Sucesso)           | Edgard Scandurra                                                                         | 5:05    |  |
| 19. | "Núcleo Base" (Mudança de comportamento (1985))                                                 | Edgard Scandurra                                                                         | 4:04    |  |

## Certificações
| Brasil (Pro-Música Brasil)                | 2× Platina | 2004 | 500.000* |
| *número de vendas baseado na certificação |            |      |          |

## Formação

### Ira!
- Nasi: vocal
- Edgard Scandurra: violão de aço, nylon e 12 cordas, talkbox e vocal de apoio
- Ricardo Gaspa: baixolão (violão em "Envelheço na Cidade")
- André Jung: bateria (bongô e pandeirola em "Envelheço na Cidade")

### Músicos convidados
- Beto Paciello: piano e órgão Hammond
- Thiago Castanho: violão
- Lino Krizz: vocal de apoio
- Michelle Abu: percussão
- Jonas Moncaio: violoncelo (flauta doce em "Muito Além" e güiro em "Rubro Zorro")